# Podgaj (gmina Rogatica)
Podgaj (cyr. Подгај) – wieś w Bośni i Hercegowinie, w Republice Serbskiej, w gminie Rogatica. W 2013 roku liczyła 37 mieszkańców.